# Hyperthyreose der Meerschweinchen
Die Hyperthyreose der Meerschweinchen ist eine hormonelle Erkrankung der Meerschweinchen, die durch eine verstärkte Bildung der Hormone der Schilddrüse gekennzeichnet ist. Sie ist wie bei der Katze (→ Feline Hyperthyreose) eine relativ häufige Erkrankung. Da eine Blutentnahme beim Meerschweinchen aber nicht einfach ist, ist sie vermutlich stark unterdiagnostiziert.

## Vorkommen und Entstehung
Hyperthyreose (Schilddrüsenüberfunktion) ist eine der häufigsten Erkrankungen bei Meerschweinchen. Die Prävalenz wird auf 4,6 % geschätzt. Ursache sind Hyperplasien oder Tumoren der Schilddrüse. Diese führen zu einer erhöhten Bildung und Abgabe der Schilddrüsenhormone, insbesondere des Thyroxins. Dies führt zu weiteren Organschäden, insbesondere am Herz und Verdauungssystem. Am Herz verursacht die Hormonstörung eine Verdickung der Herzwand (hypertrophe Kardiomyopathie, HCM), ob diese auch zu einer Blutdruckerhöhung führt, ist nicht bekannt. Am Verdauungstrakt führt der erhöhte Thyroxinspiegel zu weicherem Kot, gelegentlich auch Durchfall. Darüber hinaus kann die Hyperthyreose zu Nierenschäden und symmetrischem Haarausfall führen.
Es sind vor allem Tiere älter als drei Jahre betroffen. Weibliche Tiere scheinen überrepräsentiert zu sein.

## Klinisches Bild und Diagnostik
Ein häufiges Symptom ist eine Überaktivität, die von Phasen mit Inaktivität und Schlaf abgelöst wird. Die Tiere ruhen in Seitenlage. Überempfindlichkeit (Hyperästhesie), vermehrter Urinabsatz (Polyurie), gesteigerte Nahrungsaufnahme (Polyphagie) bei gleichzeitigem Gewichtsverlust, Haarausfall und struppiges Haarkleid, Atemnot (Dyspnoe), Herzrasen (Tachykardie), weicher Kot oder Durchfall sind weitere Krankheitszeichen. Im Spätstadium stellen die Tiere die Nahrungsaufnahme ein. Eine blutdruckbedingte Netzhautschädigung wie beim Menschen oder anderen Tierarten ist beim Meerschweinchen nicht beschrieben.
Manchmal lässt sich die vergrößerte Schilddrüse im Halsbereich ertasten, diese liegt beim Meerschweinchen relativ weit kopfwärts und die Schilddrüsenknoten leigen häufig zwischen den Unterkieferästen. Die Herzauskultation kann unauffällig sein, manchmal sind Herzgeräusche wahrnehmbar. Gelegentlich tritt ein Pulsdefizit auf. Bei Rechtsherzversagen kann es zu einem Pulsieren der äußeren Drosselvene kommen. Im Röntgen-Thorax kann ein Lungenödem oder ein Pleuraerguss sichtbar sein. Eine Herzultraschalluntersuchung kann zum Nachweis einer HCM durchgeführt werden. Magnetresonanztomographie, Computertomografie oder Szintigrafie sind zum Nachweis von Metastasen oder Tumoren von ektopem Schilddrüsengewebe zwar sinnvoll, werden aus Kostengründen aber selten durchgeführt.
Die Routine-Blutuntersuchung ist häufig unauffällig, gelegentlich sind ALT und Kreatinin erhöht. Dabei ist zu beachten, dass die Schilddrüsenüberfunktion eine Nierenunterfunktion maskieren kann, diese also in Wahrheit stärker ist als es die Kreatinin-Konzentration aussagt. Ein Feinnadelbiopsie der Schilddrüse erbringt häufig eine bräunliche oder blutige, proteinreiche Flüssigkeit. Wegen der Blutungsgefahr wird sie jedoch selten durchgeführt, wenn dann sollte sie unter Ultraschallkontrolle erfolgen. Im Aspirat kann Thyroxinspiegel gemessen werden. Die Diagnose kann nur durch Bestimmung des Thyroxingehalts im Plasma gestellt werden. Der Normalbereich bei Meerschweinchen liegt zwischen 1,2 und 5 µg/dl, wobei stets die laborspezifischen Referenzwerte berücksichtigt werden sollten. Eine Bestimmung des freien Thyroxins (fT4) ist nur notwendig wenn der Gesamt-T4-Wert über der Hälfte des Referenzbereiches liegt. Kastrierte Männchen habe einen etwas höheren mittleren Thyroxinspiegel (2,7 µg/dl). Die physiologischen fT4-Werte betragen bei Weibchen 1,08–1,58 ng/dl, bei Männchen 0,85–1,67 ng/dl. Zu beachten ist, dass ein Vitamin-C-Mangel zur erhöhten Thyroxinspiegeln führen kann.

## Behandlung
Häufig wird eine Schilddrüsenüberfunktion mit Thiamazol oder Carbimazol behandelt. Sie werden oral eingegeben, an haarlosen Stellen kann Thiamazol auch über die Haut verabreicht werden. Nebenwirkungen wie Leberschäden und Agranulozytose wurden bei Meerschweinchen bislang nicht beschrieben.
Auch eine chirurgische Entfernung des veränderten Schilddrüsengewebes ist möglich, vorzugsweise nach vorheriger Bildgebung und Ausschluss von ektopem Schilddrüsengewebe. Besonders Schilddrüsenkarzinome haben häufig eine exzessive Blutversorgung, was die Operation erschwert. Ketamin sollte wegen des damit verbundenen Bluthochdrucks und der Tachykardie nicht zur Narkose eingesetzt werden. Problematisch kann die Schonung der Nebenschilddrüse und des Nervus laryngeus recurrens sein. Wegen möglicher Mitenfernung der Nebenschilddrüse ist nach der Operation eine Überwachung des Calcium-Spiegels notwendig. Eine unvollständige Entfernung von Tumoren führt zu einem Rezidiv. Bei kompletter Entfernung kommt es zu einer Schilddrüsenunterfunktion (Hypothyreose).
Die Radiojodtherapie ist ein effiktives und praktisch nebenwirkungsfreies Behandlungsverfahren. Es gibt allerdings wegen der damit verbundenen Strahlenschutzauflagen nur sehr wenige Einrichtungen, die dieses Verfahren anbieten und dies meist auch nur für Katzen.
Schwer erkrankte Tiere bedürfen der stationären Behandlung zur Stabilisierung des Allgemeinzustands. Bei Dyspnoe ist Sauerstoffgabe angezeigt. Eine leichte Sedierung mit Midazolam oder Butorphanol hat sich in vielen Fällen als vorteilhaft erwiesen. Stress ist auf jeden Fall zu vermeiden. Liegt eine Herzerkrankung vor, kann bei Flüssigkeitsansammlungen Furosemid, ansonsten Pimobendan zur Verbesserung der Herzfunktion eingesetzt werden.